# Nicolas Texier de La Boessière
.

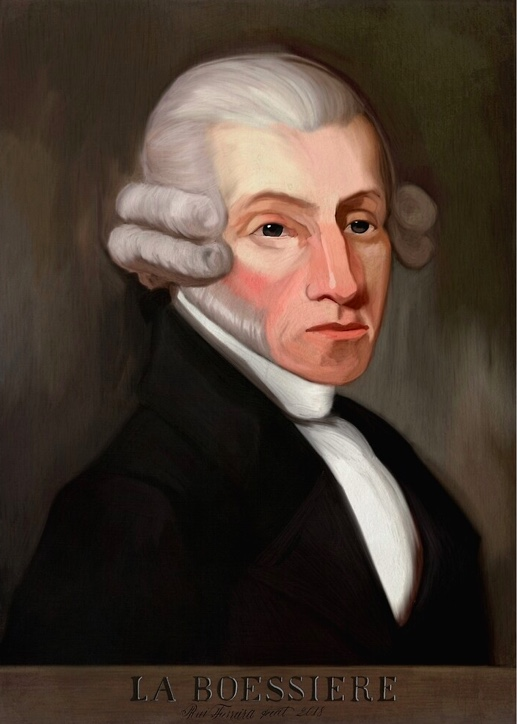
Nicolas Texier de la Boessière
retrato com a menção "P^{rof} de St George"

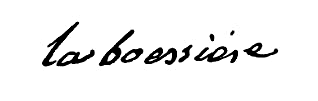
Assinatura do Nicolas Texier de la Boëssière.

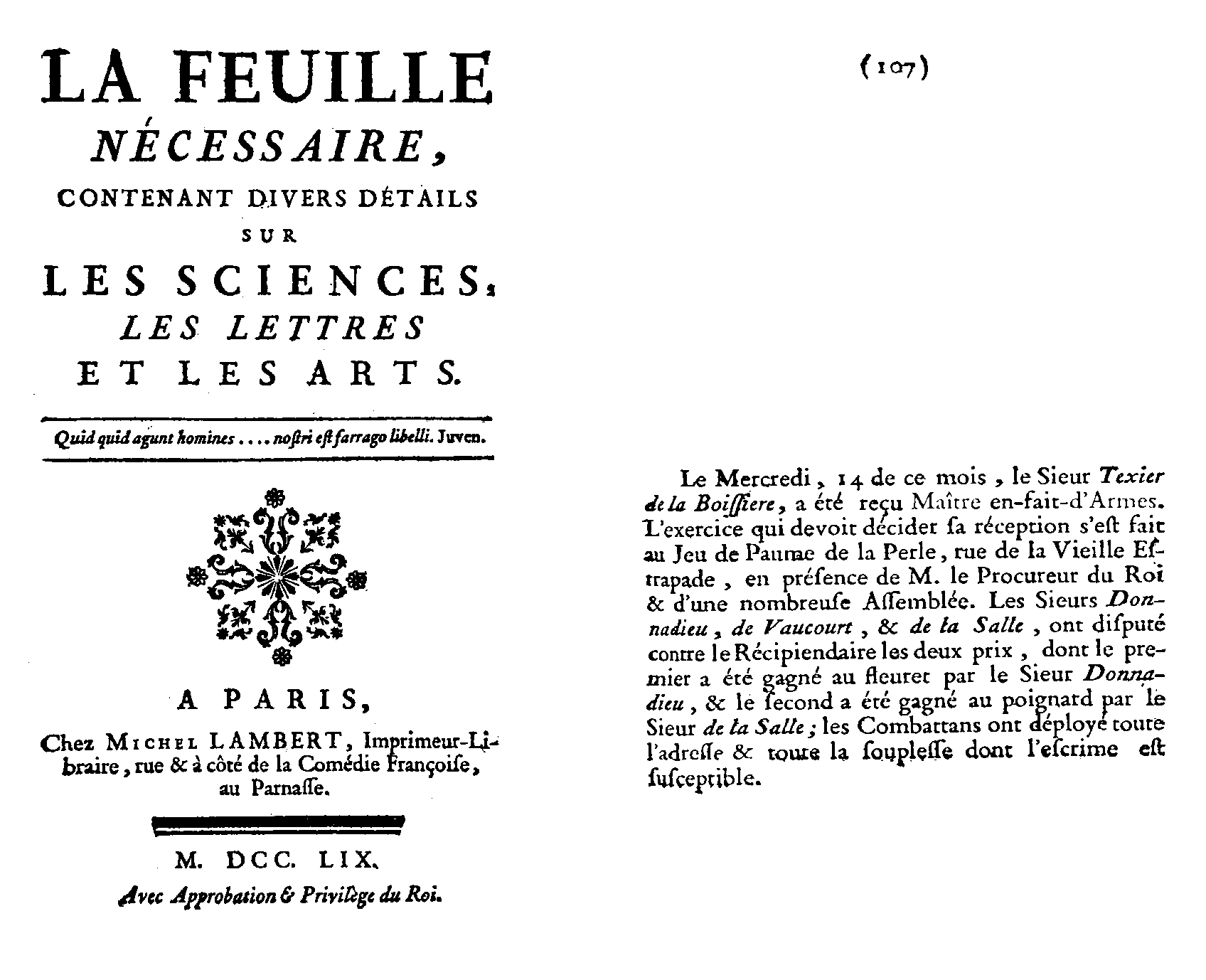
Texier de La Boessiere feito Mestre de Armas em 14 de março de 1759

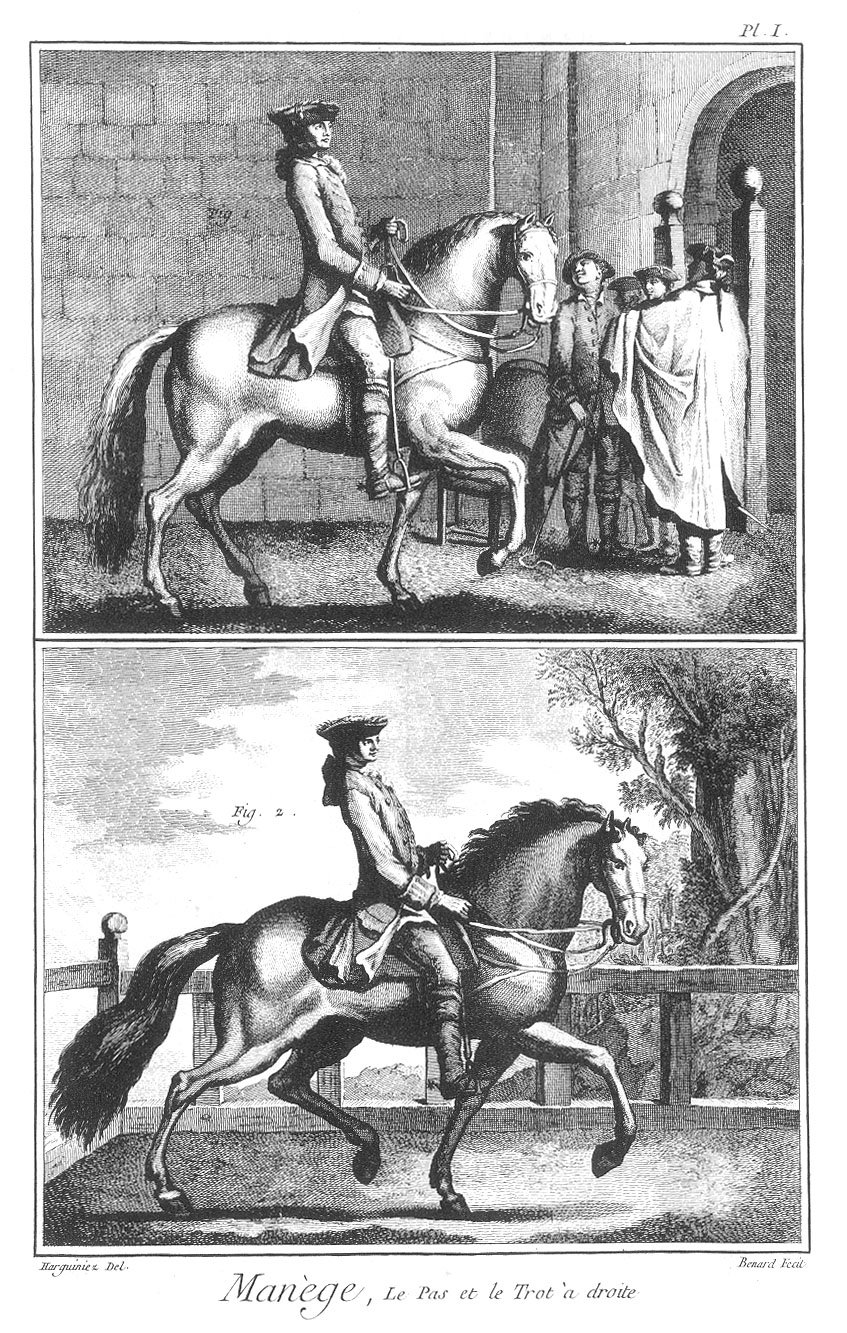
Arte de montar a passo e a trote direito, Encyclopédie ou Dictionnaire raisonné des sciences, des arts et des métiers,1769.

Nicolas Benjamin Texier de La Boessière (Marans, 23 de julho de 1723 - Paris, 1 de maio de 1807), foi um mestre de armas, homem de letras e professor. Inventou a máscara de esgrima e foi professor do seu filho, Antoine Texier La Boessière, do Chevalier de Saint-George e do general Dumas.

## Mestre de armas
Os pais da Boessière tinham-no destinado, desde a juventude, a ser padre, mas ele preferiu ser mestre de armas. Quando recebeu o seu título, em 1759, foi avaliado pelos três mestres anteriores da comunidade: Donnadieu, Delasalle e Devocour.
Texier de la Boessière abriu a sua academia em 1759, em Paris, perto do templo protestante, L'Oratoire du Louvre. A arte da equitação era ensinada em sala própria, no nº 350 da mesma rua, perto da place Vendôme. A formação do seu filho começa quando ele tinha 8 anos · ,.
Texier de la Boëssière foi mestre de armas dos pajens do duque de Penthièvre, o pai de Luísa Maria Adelaïde de Bourbon, que casou com Luís Filipe II, o duque de Orleães. Três meses antes de sua morte, aos oitenta e quatro anos de idade, ainda dava aulas de esgrima.